# Rismyrtjärnen (Arvidsjaurs socken, Lappland, 726390-163784)
Rismyrtjärnen är en sjö i Arvidsjaurs kommun i Lappland och ingår i Skellefteälvens huvudavrinningsområde. Sjön har en area på 0,11 kvadratkilometer och ligger 464,5 meter över havet.

## Delavrinningsområde
Rismyrtjärnen ingår i det delavrinningsområde (726420-163715) som SMHI kallar för Ovan 725738-164133. Medelhöjden är 465 meter över havet och ytan är 24,82 kvadratkilometer. Det finns inga avrinningsområden uppströms utan avrinningsområdet är högsta punkten. Söderträskbäcken som avvattnar avrinningsområdet har biflödesordning 2, vilket innebär att vattnet flödar genom totalt 2 vattendrag innan det når havet efter 153 kilometer. Avrinningsområdet består mestadels av skog (80 procent) och sankmarker (15 procent). Avrinningsområdet har 0,15 kvadratkilometer vattenytor vilket ger det en sjöprocent på 0,6 procent.